# Жовтіс Олександр Лазарович
Олександр Лазарович Жовтіс (* 5 квітня 1923, Вінниця — † 9 листопада 1999, Алмати) — український, казахський та російський літературознавець і перекладач, 1958 — член Спілки письменників СРСР, 1975 — доктор філологічних наук, 1980 — професор, правозахисник, 1993 — член міжнародного ПЕН-клубу.

## Життєпис
Батько, Лазар Борисович — адвокат, мати — Розалія Борисівна; будучи піонером, коли в Іспанії франкісти відтіснили республіканців до французького кордону, сказав, що республіканці програли, з піонерів його виключили. 1942 року сім'я евакуйована до Алма-Ати. У 1944-му дивом вцілів, коли його однокурсницю Дору Штурман арештовують «за участь в антирадянській діяльності». 1946 року в Алма-Аті закінчив Казахський університет, в 1948—1971 роках там і працював — звільнений з політичних мотивів (загалом звільняли 5 разів, вперше — 1948 за «космополітизм» — дружив із письменником Юрієм Домбровським, в 1950-х — за «татарський націоналізм», відновився через суд, потім — за «казаський націоналізм» — перевів вірші опального казаського поета Магжана Жумабаєва, по тому — за «російський націоналізм» — не ставив дітям високопосадовців-казахів високі оцінки незаслужено.
1956 року почав серйозно займатися теорією вірша, в 1971-му у «Короткій літературній енциклопедії» вийшла його робота про верлібр, котру як поняття почали сприймати майже всі літературознавці.
Від 1973 — у Казахському педагогічному інституті в Алма-Аті, звільнений уп'яте — за «сіонізм» (організував перед студентами виступ барла і поета Галича), по тому заробляв на життя перекладами з корейської.
За «перебудови» йому дозволили захистити докторську роботу, дозволили виїздити за кордон та читати лекції, запропонували роботу та звання професора.
Дослідник теорії віршування та поетики Тараса Шевченка.
Його праць понад 36, з них:
- 1961 — «Ритмічний лад російських перекладів віршів Т. Шевченка: Коломийковий і колядковий вірш у російських перекладах», 1961
- 1963 — «Загальні принципи ритмічної організації вірша Т.Шевченка»,
- 1964 — «Шевченківський чотиристопний ямб»,
- «Сила слова живого: Нотатки про ритмічну побудову однієї Шевченкової поезії»,
- книга «Нові вірші» довгий час забороненої в СРСР поетки Ірини Кноррінг, 1967,
- 1968 — «Майстер розкріпаченого вірша»,
- «Дотик до вічності» — про скульптор Ісаака Іткінда, 1988,
- «Передай далі» — книга про тюремний театр Ганни Нікольської.

Переклав російською мовою кілька сотень українських народних пісень, перекладав російською мовою з української, казахської, корейської, англійської.
Опубліковані його переклади поезій М. Рильського, І. Драча, Д. Павличка.
Здійснив велике число перекладів українською мовою з корейської класичної поезії та англійської — в серії «Пам'ятки світової літератури» вийшов його переклад віршів Джона Кітса (1988).
Його дружина — докторка медичних наук Галина Плотнікова — дочка Євгена Плотнікова, замнаркома охорони здоров'я СРСР, що загинув в роки «Великого терору». Їхній син, Євген Олександрович — керівник Казахстанського міжнародного бюро по правам людини.